# Eugen von Falkenhayn
Eugen Isidor hrabě z Falkenhaynu (4. dubna 1792 Schrems – 16. září 1853 Girincs, Uhry) byl rakouský generál. V armádě sloužil jako dobrovolník od roku 1809 a několikrát se vyznamenal statečností v napoleonských válkách. Později byl císařským pobočníkem a doprovázel Františka I. na zahraničních cestách. V letech 1840–1848 zastával funkci nejvyššího hofmistra arcivévody Františka Karla. Jako voják sloužil aktivně naposledy v době revoluce 1848–1849, kdy byl vrchním velitelem pro Horní Rakousko a Salcbursko. V roce 1851 dosáhl hodnosti generála jezdectva a nakonec u dvora zastával čestnou funkci kapitána císařské gardy (1851–1853). Jeho dva synové Franz a Julius zastávali vlivné pozice v politice a státní správě Rakouska-Uherska.

## Životopis

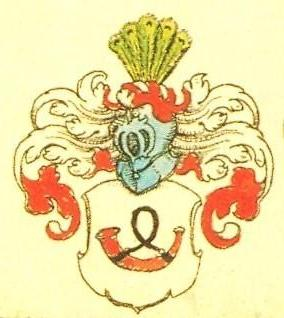
Erb rodu Falkenhaynů

Pocházel ze starého slezského šlechtického rodu Falkenhaynů povýšeného v roce 1689 do hraběcího stavu, narodil se jako starší syn c. k. komořího hraběte Eugena Falkenhayna (1761–1826) a jeho manželky Marie Anny, rozené hraběnky Veterani-Mallentheimové (1766–1852). Eugen vstoupil jako dobrovolník do armády během války proti Napoleonovi v roce 1809 a stal se poručíkem u nově zorganizované zeměbrany. Vyznamenal se v bitvě u Wagramu, kde byl čtyřikrát zraněn. Byl povýšen na nadporučíka u pěšího pluku č. 2, znovu se vyznamenal v tažení v roce 1813. V hodnosti rytmistra byl poté pobočníkem maršála Bellegarda, v roce 1815 nastoupil jako pobočník u císaře Františka I. Jako major byl štábním důstojníkem u 5. jezdeckého pluku ve Vídni, ale císaře Františka často doprovázel na cestách. Jako císařský pobočník se zúčastnil kongresů v Cáchách (1818), Opavě (1820), Lublani (1821) a Veroně (1822). V roce 1823 byl povýšen na podplukovníka, stal se zástupcem velitele 6. kyrysnického pluku, od roku 1824 byl zároveň komorníkem u dvora arcivévody Františka Karla. V roce 1826 dosáhl hodnosti plukovníka a stal se velitelem 6. pluku kyrysníku v Debrecíně.

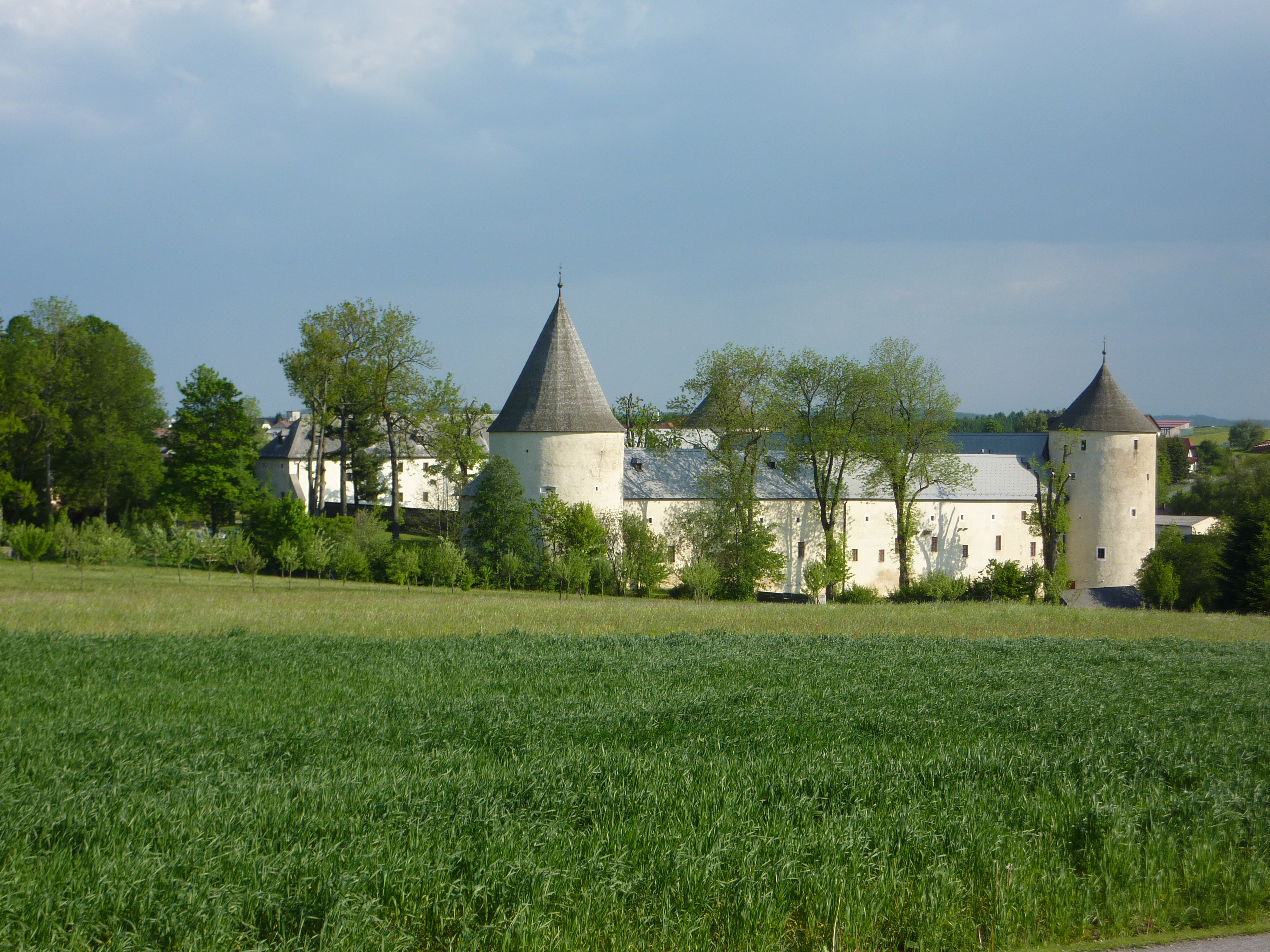
Zámek Ottenschlag (Dolní Rakousy), sídlo rodu Falkenhaynů v 19. století

V roce 1832 byl povýšen do hodnosti generálmajora a nadále vykonával funkci prvního komorníka u arcivévody Františka Karla, v letech 1840–1848 byl jeho nejvyšším hofmistrem a v roce 1840 získal hodnost polního podmaršála. Po vypuknutí revoluce v roce 1848 doprovázel císařský dvůr do Innsbrucku a pak do Olomouce. Krátce byl vrchním velitelem v Horním Rakousku, ale již v roce 1850 byl opět mimo aktivní službu. K datu 2. února 1851 byl povýšen do hodnosti generála jezdectva a nakonec v letech 1851–1853 zastával čestnou funkci kapitána císařské gardy trabantů (Capitän der k.k. Trabanten-Leibgarde).

## Tituly a ocenění
V roce 1811 byl jmenován c. k. komořím a jako nejvyšší hofmistr arcivévody Františka Karla obdržel v roce 1840 titul c. k. tajného rady s nárokem na oslovení Excelence. Byl nositelem Řádu železné koruny I. třídy, v zahraničí obdržel ruský Řád sv. Stanislava I. třídy, velkokříž bavorského Řádu sv. Michaela a Záslužný řád bavorské koruny. Od roku 1849 byl čestným majitelem pěšího pluku č. 18. Byl také členem Zemědělské společnosti ve Vídni.
Byl majitelem několika panství v Dolním Rakousku (Ottenschlag, Droß).

## Rodina
V roce 1825 se oženil s hraběnkou Karolínou Colloredovou z Wallsee (1802–1835), dcerou státního ministra Františka de Pauly Colloreda (1736–1806). Karolína byla c. k. palácovou dámou a dámou Řádu hvězdového kříže. Z manželství se narodili čtyři synové, dva z nich dosáhli v politice a státní správě vysokých funkcí.
- 1. František (1827–1898), c. k. tajný rada, komoří, podplukovník, poslanec dolnorakouského zemského sněmu, poslanec říšské rady, dědičný člen rakouské Panské sněmovny, rytíř Řádu zlatého rouna, prezident rakouského Červeného kříže, I. ∞ 1854 Eleonora princezna z Oettingen-Wallersteinu (1834–1856), dáma Řádu hvězdového kříže, II. ∞ 1861 Marie Anna princezna z Oettingen-Wallersteinu (1840–1903), c. k. palácová dáma, dáma Řádu hvězdového kříže[17]
- 2. Julius (1829–1899), c. k. tajný rada, komoří, zemský hejtman v Horním Rakousku 1871, rakouský ministr zemědělství 1879–1895, poslanec hornorakouského zemského sněmu a říšské rady, ∞ 1857 Viktorie hraběnka Folliot de Crenneville-Poutet (1816–1900), c. k. palácová dáma, dáma Řádu hvězdového kříže, vdova po hraběti Janu Nepomukovi Keglevićovi z Bužimi
- 3. Rudolf (1830–1852), c. k. nadporučík
- 4. Ladislav (1833–1865), c. k. komoří, podplukovník, pobočník císaře Františka Josefa, ∞ 1861 Josefína hraběnka Paarová (1839–1916), c. k. palácová dáma, dáma Řádu hvězdového kříže (podruhé provdaná za Jaromíra Černína z Chudenic)[18]

Eugenův mladší bratr Jan Nepomuk (1801–1882) sloužil také v armádě a dosáhl hodnosti polního podmaršála. Jejich teta Marie Udalrika Falkenhaynová (1765–1852) byla manželkou hraběte Prokopa Lažanského z Bukové a jako vdova později dlouholetou nejvyšší hofmistryní císařovny Karolíny Augusty.
Eugenovým švagrem byl diplomat František de Paula Colloredo-Wallsee (1799–1859), rakouský velvyslanec v Londýně a ve Vatikánu.